# Климонтович, Николай Антонович
Николай Антонович Климонтович (1869—?) — российский педагог.
Родился 2 (14) октября 1869 года в семье священника. Окончил Минскую гимназию и физико-математический факультет Московского университета (вып 1893 г.; с дипломом 1-й степени). По окончании университета 21 сентября 1893 года начал свою педагогическую деятельность в Шавельской гимназии. В 1900 году был переведён в Гродненскую гимназию. Во время первой русской революции был командирован, исполняющим обязанности директора (ещё в чине коллежского советника!), в Ковенскую гимназию — «чтобы успокоить и привести её в порядок»; 2 марта 1907 года был утверждён в должности с чином статского советника.
С 20 сентября 1910 года занимал должность директора 1-й Виленской гимназии.
Был награждён орденами: Св. Станислава 2-й ст. (1906), Св. Анны 2-й ст. (1910), Св. Владимира 4-й ст. (1913). С 1 января 1915 года — действительный статский советник.
Имел трёх сыновей, которые родились в 1893, 1896 и 1900 годах.